# 月楼石崖遗址
月楼石崖遗址，位于中国青海省海晏县金滩乡海东村，为青海省市县级文物保护单位，公布日期为1988年5月19日，类型为古遗址。
月楼石崖遗址的历史年代为卡约文化。